# Juten (volk)

Donkerrode kleur: Jutland

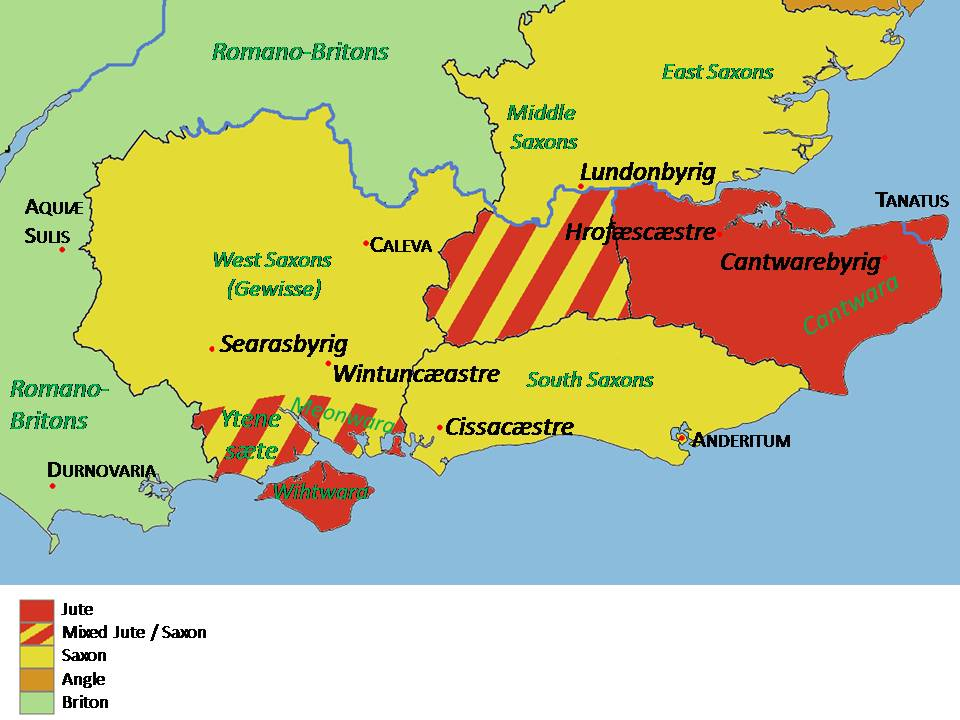
Nederzetting van Juten (rood) in wat ooit Romeins Britannia was; 6e eeuw

Algemeen wordt aangenomen dat de Juten (Latijn Iuti, Iutæ, Oudnoords Jotar, Oudengels Yte, Eotas) een Germaans volk vertegenwoordigen uit het huidige Jutland (Latijn Iutum), een geografisch gebied dat zich ooit uitstrekte over het westen van Denemarken en een deel van de Noord-Friese kust. De Juten worden naast de Angelen en Saksen genoemd als een van de drie Germaanse stammen die vanaf de 5e eeuw de Noordzee overstaken en Groot-Brittannië binnenvielen, nadat het eiland door de Romeinen onverdedigd was achtergelaten, en in Engeland de oorspronkelijk Keltische bevolking absorbeerden, vernietigden of verdreven. Volgens de Angelsaksische monnik Beda (672-735) vestigden de Juten zich in het koninkrijk Kent (Cantaware), Hampshire en op het eiland Wight. Een aantal toponiemen zouden getuigen van de Jutse aanwezigheid in het gebied, zoals Ytene, waarover Florence van Worcester wist te vermelden dat het in zijn tijd de naam was van het huidige New Forest.
Voor de aanwezigheid van de Juten in Kent bestaat een aantal aanwijzingen, zoals het bestaan van de reële verdeling van erfenis dat bekend is onder de naam gavelkind, maar van een Jutse aanwezigheid in Hampshire en het eiland Wight ontbreekt vrijwel elk archeologisch en toponymisch spoor. Robin Bush, een expert op het gebied, heeft zelfs de theorie voorgesteld dat de Juten van Hampshire en het eiland Wight slachtoffers van genocide door de West-Saksen zijn geworden, hoewel dit het onderwerp van veel academisch debat is geweest en werd tegengeworpen dat misschien alleen de adel werd vernietigd.
Aangenomen wordt dat de achterblijvers op het continent de voorouders zijn van de inheemse bewoners van het moderne Jutland.
Sommige geleerden menen in de ēotenas die in het epos Beowulf betrokken waren bij het Fries-Deense conflict beschreven in de Finnesburg Episode (regels 1068-1159), en die ook genoemd worden in het daaraan verwante Oudengelse Finnesburg Fragment, de Juten te kunnen herkennen, terwijl anderen in ēotenas een synoniem voor "reuzen" zien of een kenning voor "vijand"; Als de Juten inderdaad dezelfde zijn als de Euthiones, dan worden deze genoemd in een gedicht van Venantius Fortunatus in het jaar 583 na Christus.

## Juten en Gauten
Volgens de zogenaamde "Jutse hypothese" zijn de Juten hetzelfde volk als de Gauten, een Scandinavisch volk dat tijdens de Germaanse volksverhuizing in zuidelijk Zweden leefde. De Oxford English Dictionary identificeert de Zweedse Gauten via de vormen Eotas, Iótas, Iútan en Geátas met de Deense Juten. Anderzijds worden in zowel het Oudengelse gedicht Widsith als in het Oudengelse epos Beowulf in de Finn-passage (zie het Finnsburg Fragment) de Eotenas scherp van de Geatas onderscheiden. Mogelijk werden de twee stamnamen echter in de vroeg-christelijke literatuur van Engeland met elkaar verward, zoals ook voor de bronnen over de dood van de Zweedse koning Östen werd aangetoond. Een andere mogelijkheid is dat Eotenas een synoniem is voor "reuzen" en etymologisch overeenkomt met de Noorse Jotuns (in plaats van met de naam van een stam).
Het is niet uitgesloten dat de Juten genetisch verwant waren met de Gauten, en zelfs met de Goten, die vermeld worden in de Gutasaga. Volgens dat verhaal bereikten de bewoners van Gotland het vasteland van Europa. De archeologische vindplaats Wielbark in Polen zou aantonen dat de Goten daar in een vroeg stadium aankwamen.

## Trivia
- "Juten" is in het Nederlands-Nederlands tevens een spottende benaming voor politieagenten. Mogelijk is "juut" een in de 20e eeuw ontstaan, van oorsprong klanknabootsend woord, afgeleid van het geluid dat een politiefluitje maakt. Een bekend kinderversje begint met de woorden "Juut, juut, juut, daar komt een smeris aan".[3][4]
- De spreekwoordelijke "kop van Jut" verwijst naar de misdadiger Hendrik Jut.[5] Ook de kermisattractie kop-van-jut verwijst naar hem.